# 숄코보

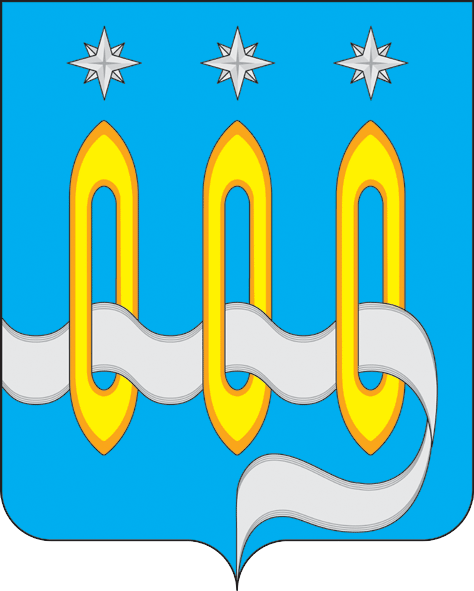
시 문장

숄코보(러시아어: Щёлково)는 러시아 모스크바주에 위치한 도시로, 인구는 112,865명(2002년 기준)이다. 클랴지마 강과 접하며 모스크바(러시아의 수도이며 모스크바 주의 주도이기도 함)에서 북동쪽으로 15km 정도 떨어진 곳에 위치한다. 16세기에 건설되었고 1925년 시로 승격되었다.

## 자매 도시
- 라트비아 탈시
- 독일 헤머
- 우크라이나 브로바리
- 핀란드 로흐야
- 벨라루스 흐로드나
- 러시아 아흐투빈스크